# Горбатенко Дмитро Георгійович
Дмитро Георгійович Горбатенко (рос. Дмитрий Георгиевич Горбатенко; нар. 17 травня 1973) — український та російський футболіст, півзахисник.

## Життєпис
Вихованець ДЮСШ-6 міста Одеса. Виступав за дубль одеського «Чорноморця», пізніше за херсонську «Таврію». Навесні 1994 року перейшов у полтавську «Ворсклу», яка грала тоді в Першій лізі.
Влітку 1994 року Дмитро Горбатенко перейшов у КАМАЗ. Перший матч у російській Вищій лізі зіграв 10 серпня 1994 року проти московського «Динамо» (1:2). Всього до кінця сезону він 3 рази вийшов на поле в складі КАМАЗу, а в наступному сезоні зіграв 11 матчів.
Наступним клубом Дмитра Горбатенка став «Нафтохімік», потім він грав за астраханський «Волгар-Газпром», а сезон 1996/97 років провів в українському «Портовику». Протягом трьох наступних сезонів Горбатенко грав за іркутську «Зірку», потім — два сезони за читинский «Локомотив».
У 2002 році Дмитро Горбатенко повернувся в Україну, недовго виступав за професійні клуби — ФК «Миколаїв» і ФК «Черкаси» та змінив декілька аматорських клубів - «КАПО» (Первомайське), «Локомотив-Дружба народів» (Одеса), «Іван» (Одеса), ФК «Біляївка».
Після закінчення кар'єри гравця Дмитро Горбатенко тренував аматорську команду «Дружба народів», а з 2009 року працював тренером у ДЮСШ «Чорноморець» (Одеса). 22 січня 2018 року ФК «Жемчужина» (Одеса) повідомила, що виконувачем обов'язків головного тренера клубу до кінця сезону 2017/18 буде Дмитро Горбатенко.